# Minami-Tatsumi (métro d'Osaka)
Minami-Tatsumi (南巽駅, Minami-Tatsumi-eki) est une station du métro d'Osaka sur la ligne Sennichimae dans l'arrondissement d'Ikuno à Osaka.

## Situation sur le réseau
La station Minami-Tatsumi marque le terminus sud de la ligne Sennichimae.

## Histoire
La station a été inaugurée le 2 décembre 1981.

## Services aux voyageurs

### Accès et accueil
La station est ouverte tous les jours.

### Desserte
- Ligne Sennichimae :
  - voies 1 et 2 : direction Nodahanshin